# The Firm (hiphopgroep)
The Firm was een Amerikaanse hiphopsupergroep bestaande uit Nas, Cormega, Foxy Brown, AZ en Nature. De oprichting van de groep vond al plaats begin jaren negentig (datum onbekend), maar in 1997 werd het eerste album uitgebracht.

## Biografie
Het eerste album, Serious Fun, was een album van alleen Nas, Foxy Brown en Cormega, de rest zou zich later aansluiten. Het album kreeg nauwelijks, of eigenlijk geen, aandacht in de media en ook bij het undergroundpubliek sloeg het album niet of nauwelijks aan, maar nadat Nature en AZ zich bij de groep aansloten en Foxy Brown en vooral Nas wereldwijde bekendheid verwierven, waren er hoge verwachtingen over het nieuw aangekondigde album.

### Ruzie met Cormega
In 1996 werd Cormega uit de groep gezet, omdat hij ruzie had met de manager van de groep, Steve Stoute. Cormega wilde namelijk niet voor het platenlabel van Steve Stoute tekenen. Tussen Cormega en de rest van de groep was nog eigenlijk niets aan de hand, maar na een paar disses van Cormega en disses terug van vooral Nas (maar ook de rest van de leden heeft enkele 'disstracks' uitgebracht) werd de relatie tussen Cormega en de overgebleven groepsleden ronduit vijandig.

### The Album
In 1996 tekende The Firm een contract met Dr. Dre en The Trackmasters, zij zouden de beats voor de groep gaan maken waarna The Firm er raps op zou gaan maken. Dit resulteerde in het album The Album. Het album werd een wereldwijd succes en kreeg onder andere een AMG-Pick en het album stond wekenlang in de Amerikaanse, Canadese en ook Nederlandse hitlijsten. Aan een deel van de opnames had Cormega nog meegewerkt, maar hij is uit de opnames geknipt. Na dit album kwamen er nogwel enkele 'mixtapes' uit, maar een echt officieel album werd niet meer uitgebracht. 